# Pierre Mathurin Gillet
Pierre Mathurin Gillet (parfois mentionné : René Mathurin Gillet), né le 28 juin 1762 à Lanrelas près de Broons et mort le 4 novembre 1795 à Paris, est un homme politique français. 

## Biographie

### Jeune révolutionnaire breton
Avant la Révolution, Gillet est avocat à Rochefort-en-Terre. 
Rallié aux idées révolutionnaires, le jeune homme est envoyé par la ville de Rochefort à la Fédération de Pontivy en 1790. En mai de la même année il est élu membre de l'administration du département du Morbihan nouvellement créé. 
Le 5 septembre 1791 Gillet est élu deuxième député suppléant à l'Assemblée nationale législative, mais ne sera pas appelé à siéger. Sept jours plus tard il est nommé procureur-général-syndic du département ce qui fait de lui, à seulement 25 ans, la plus haute personnalité politique locale.

### Un jeune conventionnel de la Plaine
Le 9 septembre 1792 il est élu député du Morbihan à la Convention nationale à la pluralité des voix, le sixième sur huit. À 26 ans et quelques mois il est un des benjamins de l'Assemblée. Modéré, il siège avec la Plaine tout en ayant certaines accointances avec la Gironde. 
Au procès de Louis XVI, il rejette l'appel au peuple puis choisit de voter la détention jusqu'à la paix. En revanche, il refuse de surseoir à l'exécution de l'ancien monarque.

### Mission dans l'Ouest et siège de Nantes
Gillet est envoyé en mission dans les départements de l'Ouest au printemps 1793. Il destitue des administrateurs et fait arrêter des juges. De Lorient où il se trouve, il s'oppose aux journées du 31 mai et du 2 juin 1793 mais ne signe pas la pétition de protestation, ce qui lui permet d'échapper à l'arrestation. 
En juin, il se trouve à Nantes avec Merlin de Douai lorsque les Vendéens assiègent la cité. Le 20 juin, les chefs royalistes dont Cathelineau envoient un ultimatum au maire Baco de la Chapelle, proposant aux assiégés une retraite honorable en échange de la livraison des députés comme otages. Ceux-ci prennent peur et tentent de fuir mais sont retenus par les habitants qui coupent les rênes de leurs attelages. 
Après la levée du siège, Gillet destitue le général Beysser, attaque Baco puis réclame la venue de Jean-Baptiste Carrier comme représentant en mission. 

### Auprès de l'armée de la Moselle
Il accompagne par la suite les armées républicaines en Vendée, avant d'être envoyé en l'an II auprès de l'armée de la Moselle. Il y dénonce un complot provenant de la 173e demi-brigade de première formation et se charge de donner des nouvelles régulières à la Convention. Il suit les armées dans le Hainaut et se mêle volontiers de stratégie militaire. Le 8 messidor an II (26 juin 1794) il est présent à la Bataille de Fleurus.
Il est toujours en mission au moment du 9 thermidor. Dès le 13, il se rallie au nouveau gouvernement et écrit: « J'ai eu le malheur d'avoir pour collègue le scélérat de Saint-Just. »

### Passage au gouvernement
Gillet participe à la réaction thermidorienne tout en demeurant fidèle à la République. À partir du 18 germinal an III (7 avril 1795), il apparaît comme membre du Comité de salut public. Bien que sa présence au comité soit épisodique, il prend en charge le dossier des fournitures militaires. Au moment de l'insurrection du 1er prairial (20 mai) il dirige la force publique de Paris et participe à la répression des émeutes de la faim. Il quitte le Comité le 15 messidor (3 juillet).

### Une mort précoce
Le 21 vendémiaire an IV (13 octobre 1795), Gillet est réélu député au Conseil des Cinq-Cents par le Morbihan. 
Son mandat débute le 4 brumaire (26 octobre), mais il n'a pas le temps de siéger. Il meurt en effet quelques jours plus tard, le 13 brumaire an IV (4 novembre 1795), il n'avait que 33 ans.

## Sources
- « Pierre Mathurin Gillet », dans Adolphe Robert et Gaston Cougny, Dictionnaire des parlementaires français, Edgar Bourloton, 1889-1891 [détail de l’édition]
- Bernard Gainot, Dictionnaire des membres du comité de Salut Public, Paris, Taillandier, 1990.